# 圣安娜-杜斯加罗蒂斯
圣安娜-杜斯加罗蒂斯是巴西帕拉伊巴州的一个市镇。总面积353.813平方公里，总人口7747人，人口密度21.9人/平方公里。